# Day of the Fight
Day of the Fight was een korte documentaire die tegenwoordig vooral bekendstaat als de eerste film van Stanley Kubrick. De film is gebaseerd op een artikel dat Kubrick ooit in een tijdschrift had geschreven. Hij volgt een bokser in zijn voorbereiding op een belangrijke wedstrijd. De film is in het publiek domein.

## Rolverdeling
| Acteur           | Personage | Nota                           |
| ---------------- | --------- | ------------------------------ |
| Douglas Edwards  |           | verteller                      |
| Walter Cartier   | Walter    |                                |
| Vincent Cartier  | Vincent   | Tweelingsbroer van Walter      |
| Nat Fleischer    | Nat       | historicus in boksgeschiedenis |
| Bobby James      | Bobby     | Walter's tegenstander          |
| Stanley Kubrick  | Stanley   | cameraman                      |
| Alexander Singer | Alexander | cameraman                      |
| Judy Singer      | Judy      | toeschouwer                    |